# 杨柳青年画
杨柳青年画是中国天津著名的民间木版年画，起源于现在天津市西青区杨柳青镇地区，产生于明崇祯年间，清朝雍正、乾隆至光绪年间为鼎盛期。杨柳青年画继承宋代和元代的绘画传统并采纳明代的木刻版画等工艺美术形式，结合了木版套印和手工彩绘等方法。在中国版画史上，杨柳青年画与苏州桃花坞年画并称为“南桃北柳”。